# Vera Apollonovna Obolenskaja
Vera Apollonovna Obolenskaja (in russo Вера Аполлоновна Оболенская?; Mosca, 24 giugno 1911 – Berlino, 4 agosto 1944) è stata una partigiana russa combattente della Resistenza francese durante la seconda guerra mondiale.
Fu segretaria dell'OCM, un'organizzazione della Resistenza, fino all'arresto avvenuto nel dicembre 1943. Fu deportata in Germania e giustiziata dopo la liberazione della Francia. È sepolta nel Cimitero russo ortodosso di Nostra Signora dell'Assunzione.

## Biografia
Nacque nel 1911 a Mosca, in Russia. Suo padre era Apolon Apolonovič Makarov, membro dell'alta società russa e vice-governatore a Baku, in Azerbaigian. La famiglia emigrò a Parigi nel 1920, durante la Guerra civile russa, Vera aveva un passaporto Nansen (rilasciato dalla Società delle Nazioni ai rifugiati apolidi). Dopo aver lasciato la scuola, lavorò prima come modella per le case di moda russe e poi come segretaria dell'industriale Jacques Arthuys.
Nel 1937 Vera sposò a Parigi, nella Cattedrale ortodossa russa Aleksandr Nevskij, il principe Nikolaj Aleksandrovič Obolenskij, figlio dell'ex gradonačal'nik di Pietrogrado. Nel periodo immediatamente precedente alla seconda guerra mondiale, la famiglia Obolenskij visse nel benessere grazie alla loro appartenenza all'aristocrazia russa in esilio: frequentavano ristoranti eleganti, organizzavano balli e vacanze al mare. Gli amici di Nikolai scherzavano sul fatto che fosse l'unico emigrato russo che potesse viaggiare in taxi piuttosto che essere alla guida di un taxi.

### Nella Resistenza
Jacques Arthuys, fu il fondatore dell'organizzazione di resistenza OCM e fu aiutato da Vera come segretaria. Nel dicembre 1940, Arthuys fuse il suo gruppo con quello di Maxime Blocq-Mascart, impegnato a raccogliere informazioni e aiutare i prigionieri di guerra a fuggire, Vera, chiamata Vicky dagli amici, prese il controllo della segreteria centrale del movimento. Nella primavera del 1941, dalla fusione nacque l'Organisation civile et militaire (OCM). Mentre era segretaria dell'OCM aiutò Marcel Berthelot a raccogliere informazioni per le organizzazioni clandestine réseau Centurie e Confrérie Notre-Dame (CND).
Arthuys fu arrestato il 21 dicembre 1941. Il colonnello Alfred Touny prese il comando e legò più strettamente l'OCM al gruppo militare. La Obolensky, che conosceva tutti i retroscena, rinnovò i principali collegamenti con l'aiuto di Yvonne Arthuys, continuò a occuparsi della segreteria centrale dell'OCM e fece da collegamento con Blocq-Mascart quando questi entrò a far parte del consiglio permanente del Conseil national de la Résistance (CNR). Fece da collegamento tra i vari membri del gruppo, raccolse i loro rapporti e mantenne la corrispondenza segreta. Non dovette mai annotare un indirizzo o un nome e per questo motivo divenne famosa per la sua incredibile capacità di memoria. Si occupò di raccogliere le informazioni lasciate trapelare dagli ufficiali tedeschi che facevano uso di cocaina e trascorrevano le loro serate con le ballerine spagnole: queste informazioni venivano poi trasmesse a Londra dal colonnello Rémy e dalla sua rete CND.
Secondo Arthur Calmette, Vera era dotata di un'intelligenza vivace, di una memoria prodigiosa e di una devozione assoluta alla causa. Era doppiamente patriottica, poiché combatteva sia per la sua patria russa e sia per la sua patria adottiva francese. Aveva una straordinaria capacità di adattamento e nelle peggiori circostanze riuscì a rimanere fredda e fiduciosa.

### Cattura e morte

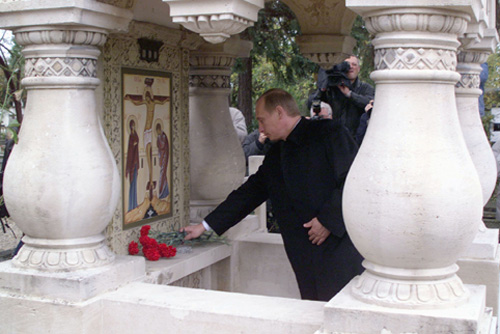
Vladimir Putin visita il memoriale di Vera Obolenskaja nel cimitero russo ortodosso di Nostra Signora dell'Assunzione il 1º novembre 2000.

Vera fu arrestata il 16 dicembre 1943 in casa dell'amica Sofija Nossovič, anche lei appartenente all'OCM. Fu catturata dalla squadra di Rudy de Mérode, collaboratore della Gestapo. Fu interrogata a lungo e inventò molti resoconti improbabili per proteggere i suoi compagni, guadagnandosi il soprannome di "Principessa che non sa niente"; un investigatore tedesco le chiese come fosse possibile che gli immigrati russi anticomunisti potessero resistere alla Germania, esortandola ad aiutare la Germania nazista nel combattere il loro comune nemico a est, Vera rispose:"L'obiettivo che perseguite in Russia è la distruzione del Paese e della razza slava. Io sono russa, cresciuta in Francia, ho trascorso qui tutta la mia vita. Non tradirò né la mia patria né il Paese che mi ha ospitata".
Sofia Nosovitch fu torturata con l'immersione in acqua ghiacciata, chiese pietà e le fu concessa, sopravvisse alla guerra in un campo di lavoro. Al contrario, Vera non fu torturata, fu processata con l'accusa di tradimento da un tribunale militare di Arras nel maggio 1944 e dichiarata colpevole; seppur condannata a morte, si rifiutò di firmare una richiesta per chiedere clemenza.
Fu quindi deportata in Germania, prima nella prigione berlinese di Moabit e poi in quella femminile di Barnimstrasse. Il 4 agosto 1944 fu ghigliottinata nella prigione di Plötzensee a Charlottenburg. Il suo corpo fu consegnato al laboratorio del dottor Hermann Stieve, a capo dell'Istituto di Anatomia dell'Università di Berlino, che stava studiando l'effetto dello stress e dei fattori ambientali sul sistema riproduttivo delle donne. Il suo corpo non fu mai ritrovato.
Anche il marito di Vera fu un membro della Resistenza, divenne tenente dell'FFI (Forze Francesi dell'Interno) e fu deportato. Quando il principe tornò dal campo di concentramento di Buchenwald, scrisse un libro sulla storia della moglie. Non si risposò mai e in vecchiaia divenne sacerdote presso la Cattedrale Alexander Nevsky di Parigi.

## Memoria
Esiste una stele che onora Vera Obolenskaja nel Cimitero russo ortodosso di Nostra Signora dell'Assunzione e una targa in sua memoria a Rueil-la-Gadelière, dove visse con il marito. Nel 1958, Vera Obolenskaja è stata insignita postuma della Croce di Cavaliere della Legion d'Onore e della Croix de Guerre durante una cerimonia ufficiale. Le è stata inoltre conferita la Médaille de la Résistance.